# Chamaedorea verecunda
Chamaedorea verecunda är en enhjärtbladig växtart som beskrevs av Michael Howard Grayum och Donald R. Hodel. Chamaedorea verecunda ingår i släktet Chamaedorea och familjen Arecaceae.
Artens utbredningsområde är Panamá. Inga underarter finns listade i Catalogue of Life.